# سورن زهرابیان
سورن گقامی زهرابیان (ارمنی: Սուրեն Գեղամի Զոհրաբյան؛  زادهٔ ۵ آوریل ۱۹۲۱- درگذشته ۱۰ سپتامبر ۲۰۱۷)  جراح مغز و اعصاب، عصب‌شناسی و استاد اهل ارمنستان بود.

## زندگی‌نامه
وی در ۵ آوریل ۱۹۲۱ در آغاوناتون به دنیا آمد و از دانشگاه پزشکی دولتی ایروان فارغ‌التحصیل گشت. همچنین برندهٔ جوایزی همچون مدال مارشال باقرامیان ()، مدال مخیتار هراتسی ()، دانشمند شایسته جمهوری ارمنستان (۲۰۱۰)، نشان پیش‌کسوت کار، نشان جنگ میهنی (درجه دو) و نشان ستاره سرخ شده است. وی در ۱۰ سپتامبر ۲۰۱۷ در سن ۹۶ سالگی درگذشت.

## یادداشت
1. ↑  բժշկական գիտությունների դոկտոր
2. ↑  Հայաստանի Հանրապետության գիտության վաստակավոր գործիչ